# Jörn Schlönvoigt
Jörn Schlönvoigt (Berlino, 1º agosto 1986) è un attore e cantante tedesco.

## Biografia
Nasce a Berlino, nel quartiere di Köpenick. A soli undici anni inizia a scrivere testi di canzoni e, poco tempo dopo, fonda con il fratellastro una band punk rock, i "Cherry Poppers", e impara a suonare la chitarra. Sempre in giovane età, diventa modello per la Otto Verstand.
Dopo il diploma, studia per diventare venditore al dettaglio, ma lascia la scuola nel 2004 quando viene scritturato per il ruolo di Philip Höfer nella soap opera Gute Zeiten, schlechte Zeiten. Nel 2007 ottiene per la sua performance un BRAVO Otto d'argento e, l'anno successivo, ottiene lo stesso premio d'oro.
Il 7 settembre 2007 esce il suo singolo di debutto Das Gegenteil von Liebe che ottiene un grande successo in terra tedesca. Alla fine di novembre esce il suo secondo singolo, ma non ottiene il successo del precedente. Il 25 gennaio 2008 esce il terzo singolo Ein Leben lang che diventa la sigla della rete radiofonica RTL. Tutti i singoli sono contenuti nell'album Jörn Schlönvoigt uscito il 28 settembre 2007.
Oltre alla carriere come attore e cantante, ha anche lanciato una linea di moda chiamata QNH - closing and more.

### Vita privata
Fino al 2010 è stato in una relazione sentimentale con l' attrice e doppiatrice Sarah Tkotsch.

## Filmografia

### Cinema
- Der Schrei - Eine ganz alltägliche Geschichte, regia di Carsten Degenhardt (2010)

### Televisione
- Familie Fröhlich - Schlimmer geht immer, regia di Thomas Nennstiel - film TV (2010)
- Gute Zeiten, schlechte Zeiten – serie TV, 70 episodi (2005-in corso)

## Discografia

### Album studio
- 2007 - Jörn Schlönvoigt

### Singoli
- 2007 - Das Gegenteil von Liebe
- 2007 - Superhelden sterben nicht
- 2008 - Ein Leben lang

## Premi e candidature
| 2006 BRAVO Otto (Oro): - Vinto miglior star televisiva maschile; 2007 BRAVO Otto (Argento): - Vinto miglior star televisiva maschile; 2008 CMA Wild And Young Award (Oro): - Vinto miglior attore televisivo o di soap; | 2008 CMA Wild And Young Award (Argento): - Vinto miglior cantante; 2009 CMA Wild And Young Award (Oro): - Vinto miglior attore televisivo o di soap; |